# Podgrupa
Podgrupa dane grupe za neko dvočleno operacijo * je H podmnožica  množice G se imenuje podgrupa G, če H tudi tvori grupo za  dvočleno operacijo *. Če smo bolj natančni je H je podgrupa množice G, če so omejitve, ki veljajo za * H x H grupna operacija za H. To se pogosto piše kot H ≤ G, in bere kot   "H je podgrupa za G".  

## Osnovne značilnosti podgrup
- Podmnožica H grupe G je podgrupa za G, če in samo, če ni prazna in je zaprta za produkt in obratne vrednosti. Zaprtost pomeni naslednje: kadar sta a in b v H in sta v H tudi ab in a−1 tudi v H. Ta dva pogoja lahko kombiniramo v enakovredno trditev: kadar sta a in b v H, potem je tudi  ab−1 je tudi v H. Kadar je H končen, je H podgrupa samo, če in samo če je H zaprt za zmnožek. V tem primeru vsak element iz H generira končno vrtilno grupo za H in obratna vrednost za a je enaka a−1 = an − 1, kjer n red za a.
- Zgornjo trditev lahko izrazimo s pomočjo homomorfizma. To pomeni, da je H podgrupa grupe G samo, če in samo, če je H podmnožica od G.
- Nevtralni element podgrupe je nevtralni element grupe. Kadar ima G nevtralni element eGin je H podgrupa za G z nevtralnim elementom eH,  potem je eH = eG.
- Obratna vrednost elementa v podgrupi je obratna vrednost elementa v grupi. Kadar je H podgrupa grupe G in sta a in b elementa H tako, da je ab =ba = eH, potem je ab = ba =eG.
- Presek podgrup A in B je tudi podgrupa [1]. Unija podgrup A in B je  podgrupa, če in samo če vsebujeta A ali B tudi drugega, ker sta primera 2 in 3 uniji  2Z in 3Z, njuna vsota 5 pa ni. Naslednji primer je unija x-osi in y-osi v ravnini. To služi kot primer dveh podgrup, katerih presek je natančno nevtralni element.
- Če je S podmnožica za G, potem obstoja najmanjša podgrupa, ki vsebuje S, ki jo najdemo tako, da vzamemo presek vseh podgrup, ki vsebujejo S. Označimo jo z <S> in zanjo pravimo, da je to podgrupa, ki jo generira S. Element iz G  je v S je samo in samo, takrat  ko je končni zmnožek elementov iz S, katerih presek je natančno nevtralni element.
- Vsak element grupe G generira ciklično podgrupo <a>. Kadar je <a> izomorfen za x Z/nZ za vsako pozitivno celo število, je n najmanjše pozitivno celo število za an = e in n se za a imenuje red . Kadar je <a> izomorfen za Z, pravimo, da ima a neskončni red.
- Podgrupe vsake dane grupe tvorijo popolno mrežo pod inkluzijo, ki jo imenujemo mreža podgrup. Kadar je nevtralni element za G, takrat je trivialna grupa {e} minimalna vrednost podgrupe za G. Pri tem pa je maksimalna vrednost sama po sebi  že grupa.

## Koseti in Lagrangeev izrek
Za dano podgrupo H in poljuben a v lahko definiramo levi koset aH = {ah :h v H}. Ker je preslikava obrnljiva H → aH in je dana z φ(h) = ah je to bijekcija. Vsak element v G se nahaja natančno v enem levem kosetu od H. Levi koset je enakovreden razred, ki odgovarja ekvivalenčni relaciji a1 ~ a2, če in samo, če je  a1−1a2 v H. Število levih kosetov za H se imenuje indeks za H v G. Označujemo ga z [G : H].
Lagrangeev izrek trdi, da je za končne grupe v podgrupi:
{\displaystyle [G:H]={|G| \over |H|}}
kjer |G| in |H| označujeta red za G oziroma za H. Pti tem mora biti red vsake grupe za G ter red vsakega elementa od G delitelj za G.
Desni koseti so definirani podobno Ha = {ha : h v H}. To so tudi ekvivalenčni razredi za odgovarjajoče ekvivalenčne relacije. Njihovo število je enako [G : H]. 
Kadar je aH = Ha za vsak a v G, pravimo, da je  H normalna podgrupa. Vsaka podgrupa z indeksom  dva je normalna. Levi in desni koset je podgrupa in njegov komplement. Bolj splošno to povemo tako,  da takrat, ko je p prvo praštevilo, ki deli red končne grupe G, potem je vsak indeks podgrupe, če ta obtoja, običajen. 							

## Zgled za podgrupe Z8
Naj bo G ciklična grupa, ki ima elemente
{\displaystyle G=\left\{0,2,4,6,1,3,5,7\right\}}
in z grupno operacijo seštevanje po modulu osem. Pripadajoča Caleyjeva tabela je 
| + | 0 | 2 | 4 | 6 | 1 | 3 | 5 | 7 |
| - | - | - | - | - | - | - | - | - |
| 0 | 0 | 2 | 4 | 6 | 1 | 3 | 5 | 7 |
| 2 | 2 | 4 | 6 | 0 | 3 | 5 | 7 | 1 |
| 4 | 4 | 6 | 0 | 2 | 5 | 7 | 1 | 3 |
| 6 | 6 | 0 | 2 | 4 | 7 | 1 | 3 | 5 |
| 1 | 1 | 3 | 5 | 7 | 2 | 4 | 6 | 0 |
| 3 | 3 | 5 | 7 | 1 | 4 | 6 | 0 | 2 |
| 5 | 5 | 7 | 1 | 3 | 6 | 0 | 2 | 4 |
| 7 | 7 | 1 | 3 | 5 | 0 | 2 | 4 | 6 |

Ta grupa ima par  netrivialnih podgrup J={0,4} in H={0,2,4,6}, kjer je J tudi podgrupa za H.  Caylejeva tabela za H zgornji levi kvadrant Caylejeve tabele za  G.  Grupa G je ciklična. Takšne so tudi njene podgrupe.  V splošnem so tudi podgrupe cikličnih grup tudi ciklične.

## Zgled za podgrupe Z4
Vsaka grupa kot ima tudi toliko majhnih podgrup ter nevtralnih elementov na glavni diagonali:
Trivialna grupa ter grupa dveh elementov je Z2. Te majhne podgrupe niso navedene v spodnji tabeli.
|  | Hassejev diagram mreže podgrup za S4 |

## 8 elementov
|  |  |  |  |  |

## 6 elementov
|  |  |  |  |

## 4 elementi
|  |  |  |  |

|  |  |  |

## 3 elementi
|  |  |  |  |